# Pyrausta oberthuri
Pyrausta oberthuri is een vlinder van de familie van de grasmotten (Crambidae). De wetenschappelijke naam van deze soort is voor het eerst voorgesteld door Richard South in een gezamenlijke publicatie van John Henry Leech en Richard South uit 1901. De soort is vernoemd naar de Franse entomoloog Charles Oberthür. De spanwijdte van deze vlinder bedraagt 18 millimeter.
De soort komt voor in China (Sichuan).